# Кода

Знак коды

Ко́да (фона́рь) (итал. coda — «хвост, конец, шлейф») в музыке — дополнительный раздел, возможный в конце музыкального произведения и не принимающийся в расчёт при определении его строения; пассаж заключительной части произведения.
Кода следует за последним из основных разделов формы, начинается, как правило, после полного каданса.
Технически это развернутая каденция. Она может быть как простой, так и с несколькими тактами, или сложной, как целая секция. Размеры коды непостоянны — от нескольких аккордов (в простых формах) до широко развитых построений (например, в сонатной форме, где со времён Моцарта кода стала почти обязательным элементом).
Она звучит в главной тональности произведения и содержит основные его темы. Она представляет собой распространение и окончательное закрепление и утверждение главной тональности путём использования органного пункта, многократного повторения аккордов тонической функции или аккордов полного каданса, а также посредством модуляционных отклонений, чаще всего — в субдоминантовую сферу и др.
Содержание коды может явиться «послесловием», выводом, развязкой и обобщением тем, развитых в разработке.
Coda (Ит.) (1) Это вертикальная нотная черта. (2) Такты, которые иногда добавляются в полифоническое движение после закрытия или завершения canto fermo. (3) Несколько аккордов или тактов, присоединённых к большому канону для того, чтобы сделать его законченным; или несколько «неканоновых» аккордов, добавленных малому канону для получения более гармоничного завершения. (4) Заключительное дополнение у движения или отрывка, в частности, предназначенное усилить ощущение наполненности и законченности.
Также знаком кода отмечают фрагмент произведения, который при повторении купируется, то есть пропускается.
В классическом балете кода — финальная, наиболее виртуозная часть вариации либо другой музыкально-хореографической формы. Обычно она состоит из вращений (у женщин) либо прыжков (у мужчин) и, более длительная по времени, не совпадает с кодой музыкальной.
Во 2-й части 6-й симфонии П. И. Чайковского в коде многотемных форм, темы сближаются друг с другом вплоть до контрапунктирования.
В увертюре «Эгмонт» Людвига ван Бетховена кода встречается как самостоятельный материал. Как самостоятельный материал кода так же встречается в романсе «Финский залив» М. И. Глинки и № 12 («Маски») из балета «Ромео и Джульетта» С. С. Прокофьева.
Как правило, кода начинается после заключительной каденции (в 1-м значении), но возможно постепенное перерастание в коду направление последнего проведения рефрена в рондо, как например в финале 4-й фортепианной сонаты Бетховена. Иногда, в сонатной форме начало коды может нарушать достигнутую в репризе устойчивость, последующее восстановление которой становится более эффективным. При таких приёмах, кода подобна 2-й разработке, как например кода 1-й части 5-й симфонии Бетховена.
Во многих сонатных композициях Бетховена кода уравновешивает целое и фактически приравнивается к основным разделам формы.